# Whitney Houston
Whitney Elizabeth Houston (Newark, 9 de agosto de 1963 — Beverly Hills, 11 de fevereiro de 2012) foi uma premiada cantora, compositora, atriz, produtora, supermodelo e empresária norte-americana. É considerada por alguns críticos como a melhor cantora de todos os tempos. Seus poderosos vocais, que alcançavam extensões muito altas, principalmente nos melismas e vibratos, aliados às tessituras suaves, e seu extremo talento artístico na composição de letras e melodias, fizeram-na ser conhecida como A Voz e Rainha da Balada.. Ela é uma das artistas mais premiadas e uma das artistas musicais mais vendidas de todos os tempos, com vendas de mais de 220 milhões de discos em todo o mundo. O apelo cruzado de Houston nas paradas musicais populares e suas performances influenciaram a quebra de barreiras de gênero e raciais, bem como a cultura popular. Conhecida por sua entrega vocal e timbre distinto, Houston foi classificada em segundo lugar pela Rolling Stone em sua lista das maiores cantoras de todos os tempos.
Houston foi a artista mais premiada de todos os tempos, de acordo com o Guinness World Records, em 2009. Sua lista de prêmios inclui: dois Emmy Awards, sete Grammy Awards; dezesseis Billboard Music Awards, vinte e dois American Music Awards, num total de 415 prêmios conquistados em sua carreira até 2013. Uma das artistas mais bem sucedidas do mundo da música, vendeu mais de 400 milhões de discos em todo o mundo.
Inspirada por vários cantores de soul de destaque em sua família, incluindo a mãe, Cissy Houston, as primas Dionne Warwick e Dee Dee Warwick, Houston começou a cantar com o coral gospel júnior da Igreja de Nova Jersey aos 11 anos de idade. Depois que ela começou a trabalhar como backing vocal nos shows de sua mãe em boates de Nova York, em 1977, ela foi descoberta por Clive Davis em 1983, ano de início de sua carreira profissional. Ele era empresário da Arista Records. Houston lançou seis álbuns de estúdio e três álbuns de trilha sonora, todos eles certificados com diamante, multiplatina, platina e ouro pela Recording Industry Association of America. Seu álbum de estreia autointitulado, lançado em 1985, se tornou o álbum de estreia mais vendido por uma artista feminina, com 25 milhões de cópias vendidas. Seu segundo álbum, Whitney (1987), tornou-se o primeiro álbum de uma artista feminina a estrear em primeiro lugar na Billboard 200. Whitney alcançou grandes sucessos nas paradas de música popular, bem como sua proeminência na MTV, começando com seu vídeo de How Will I Know, permitiu várias artistas femininas afro-americanas seguirem seu sucesso.
O primeiro papel de Houston no cinema foi no filme O Guarda-Costas (1992), no qual fez um enorme sucesso como protagonista. A trilha sonora original do filme ganhou o Grammy 1994 de Álbum do Ano. Seu primeiro single, I Will Always Love You, se tornou o mais vendido por uma artista feminina na história da música. O álbum é o único de uma artista feminina entre os cinco mais vendidos de todos os tempos, ocupando o quarto lugar. Houston continuou como estrela de filmes e contribuiu com a trilha sonora dos mesmos, inclusive com os filmes Waiting to Exhale (1995) e The Preacher's Wife (1996). Três anos após o lançamento de seu quarto álbum, My Love Is Your Love (1998), Whitney renovou seu contrato com a gravadora Arista Records. Ela lançou seu quinto álbum de estúdio, Just Whitney, em 2002, e o álbum de Natal com o título One Wish: The Holiday Album em 2003. Em meio à ampla cobertura da mídia de sua turbulência pessoal e profissional, Houston terminou seu conturbado casamento de 14 anos com o cantor Bobby Brown, em 2006. Em 2009, Houston lançou seu sétimo e último álbum de estúdio, I Look to You.
Whitney Houston foi reconhecida internacionalmente como uma das maiores artistas de todos os tempos, devido ao seu talento, legado e, principalmente, à sua voz marcante e lendária. Graças a esse talento vocal marcante, Whitney foi frequentemente chamada de The Voice (A Voz). Whitney é frequentemente comparada a grandes artistas do passado, como Frank Sinatra, Aretha Franklin e Elvis Presley e também está entre os 500 Maiores artistas de todos os tempos da Revista Rolling Stone. 
Whitney morreu em 11 de fevereiro de 2012. O laudo do Instituto de Criminalística de Los Angeles informou, em princípio, que a morte foi acidental. A cantora se afogou na banheira de um hotel. Segundo os peritos havia indícios de uma cardiopatia e vestígios de uso de cocaína.

## Biografia
A mãe, Cissy Houston, e duas primas em primeiro grau, Dionne Warwick e Dee Dee Warwick, eram reconhecidas cantoras de gospel, R&B e soul, e sua prima em terceiro grau, Leontyne Price, uma famosa cantora de ópera, o que resultou na constante presença da música na vida da jovem Whitney. Aos 11 anos de idade, Whitney começou a cantar no coral gospel de uma igreja batista em Newark e mais tarde acompanharia sua mãe em alguns concertos. Mesmo sendo evangélica batista, Whitney se formou no colegial em uma escola católica. Iniciou-se em sua carreira artística em 1977, trabalhando como backing vocal em shows de sua mãe, onde nesta época já compunha suas primeiras canções, onde as cantava esporadicamente em bares e boates da região quando não havia agenda marcada para os shows de sua mãe. Depois de fazer uma participação no álbum de sua mãe Think It Over, em 1978, Whitney ficou mais conhecida no meio artístico e começou a atuar como backing vocal para muitos cantores famosos, dentre eles: Chaka Khan e Jermaine Jackson. No mesmo ano, com apenas 15 anos de idade, ela fez um dueto com Michael Zager no single Life's a Party. Em 1980 iniciou sua carreira de modelo. Aprovada em um concurso de beleza em uma conceituada agência, começou desfilando em pequenos eventos representando diversas marcas famosas, além de fazer ensaios fotográficos. Começava aí sua bem-sucedida carreira de modelo fotográfica, chegando a ser capa de diversas revistas pelo mundo, dentre elas a Seventeen e a Glamour. Sua experiência no mundo da moda a transformou em uma supermodelo.

### 1983-1991: O estrelato
Foi oferecido um contrato para Whitney na Arista Records em 1983. Um representante dessa gravadora percebeu o grande potencial artístico de Whitney enquanto ela cantava em uma boate de Nova Iorque. Ele, então, pediu à Clive Davis, um empresário e produtor musical, fundador da gravadora Arista Records, para ver o trabalho de Whitney como backing vocal e suas apresentações fazendo covers e cantando músicas próprias. Quando Davis foi a tal boate e a viu, ele se convenceu que ela tinha um maravilhoso talento, um verdadeiro dom, e imediatamente convidou-a para gravar seu primeiro disco. Demorou aproximadamente dois anos para Whitney terminar seu primeiro álbum, pois Davis estava procurando canções apropriadas à sua poderosa voz e os produtores certos para direcioná-la, os quais resultaram no grande sucesso do álbum. Em 1984, ano em que ficou famosa nos Estados Unidos, Whitney fez um dueto com Teddy Pendergrass (Hold Me). Lançado como single, fez um sucesso moderado nos Estados Unidos entrando no Top 40. Durante essa época, Whitney decidiu fazer participações especiais em Gimme a Break e Silver Spoons. Mas foi quando ela apareceu na telenovela As The World Turns como ela mesma que sua popularidade cresceu bastante.
Em 14 de fevereiro de 1985, seu primeiro álbum foi lançado, chamado Whitney Houston. Demorou a fazer sucesso, mas quando o single You Give Good Love atingiu a terceira posição dentre os mais vendidos da Revista Billboard as vendas dispararam. Os outros singles, Saving All My Love for You, How Will I Know e Greatest Love of All, atingiram a primeira posição dentre a lista dos mais vendidos da mesma publicação permanecendo lá durante 14 semanas. O álbum venderia vinte e cinco milhões de cópias no mundo todo, com treze milhões delas sendo vendidas apenas nos Estados Unidos, foi o álbum mais vendido do ano à frente de True Blue de Madonna e se tornando o álbum de estreia de uma artista que mais vendeu cópias. Outra canção, All at Once, foi tocada significativamente nas rádios, mas a Arista decidiu não lançá-la como single para não expor Whitney demais à mídia, porque a cantora ficou mundialmente famosa em poucos meses. Com o sucesso vieram os diversos prêmios, e em 1986, Whitney ganhou seu primeiro Grammy: Melhor Performance de Vocal Pop Feminina, com Saving All My Love For You e fez sua primeira turnê mundial de shows, a The Greatest Love Tour. Neste mesmo ano Whitney foi eleita A Artista do Ano, pela revista Billboard.
Lançado em junho de 1987 Whitney, o segundo álbum da cantora, tornou-se o primeiro álbum de uma artista a estrear no topo dos mais vendidos dos EUA e Reino Unido simultaneamente, o que a fez a primeira artista feminina a conseguir tal feito. O primeiro single, I Wanna Dance with Somebody (Who Loves Me) (originalmente I'm Gonna Dance with Somebody) quando foi interpretado na turnê mundial de 1987 não demorou a se tornar um estrondoso hit para a cantora e em 1988 a fez ganhar seu segundo Grammy. Outros singles do mesmo álbum que se tornaram hits: Didn't We Almost Have It All, So Emotional e Where Do Broken Hearts Go. Todas essas canções deram à Whitney um número de sete singles consecutivos a atingirem a primeira posição dos mais vendidos nos EUA, quebrando o recorde dos Beatles e dos Bee Gees (que estavam empatados com seis cada). Até hoje, nenhum artista conseguiu ter sete números #1 consecutivos na lista dos singles mais vendidos da Revista Billboard. Um quinto single, Love Will Save The Day, se tornou um hit moderado ao entrar no número nove na lista de tal publicação. O álbum venderia vinte milhões de cópias no mundo inteiro, com nove milhões delas só nos EUA. Ela fez outra turnê mundial, a The Moment of Truth Tour e mais uma série de prêmios seria entregues a ela e inclusive o prêmio de Álbum do Ano em 1988. Durante a cerimônia de abertura das Olimpíadas de 1988 Whitney cantaria One Moment in Time. Lançado como um single, a canção dos Jogos Olímpicos daquele ano, entraria no primeiro lugar na lista dos singles mais vendidos do Reino Unido (o UK Top 40) e no quinto lugar dos mais vendidos nos EUA. Em 1989 Whitney embarcou numa turnê com BeBe & CeCe Winans fazendo backing vocal, mostrando que o sucesso não subiu à sua cabeça.

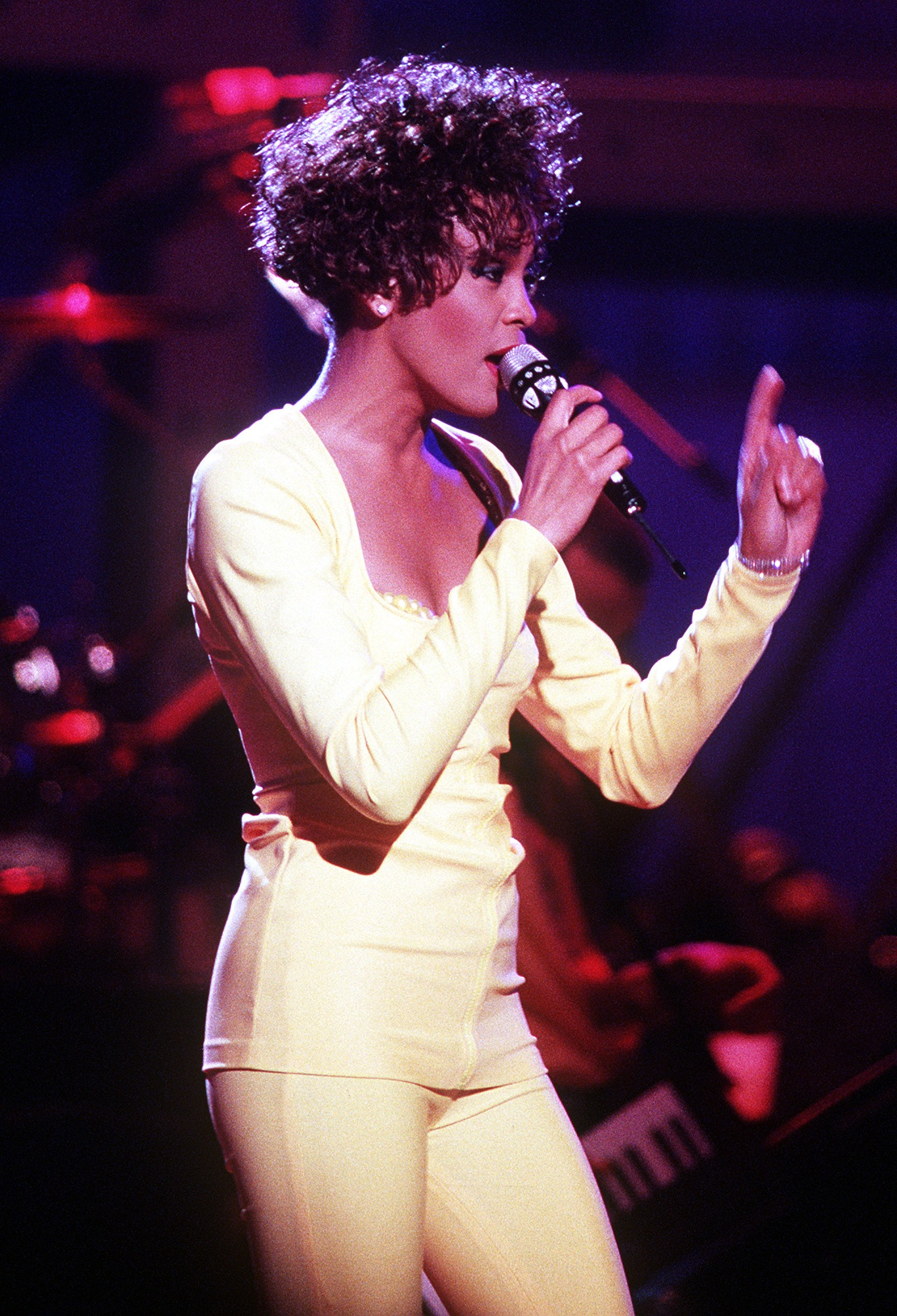
Whitney apresenta Saving All My Love for You no show Welcome Home Heroes em 1991

I'm Your Baby Tonight foi lançado em novembro de 1990. Os primeiros singles daquele álbum, I'm Your Baby Tonight e All The Man That I Need foram ao primeiro lugar da lista dos mais vendidos nos EUA, dando a ela um total de nove números #1 naquele país até então. Outros hits moderados viriam com Miracle e My Name is Not Susan. Outra canção do álbum, I Belong to You, foi tocada em algumas rádios norte-americanas se tornando um pequeno hit. O álbum vendeu doze milhões de cópias no mundo todo, quatro milhões delas só nos EUA. Logo Whitney faria outra turnê mundial, a I'm Your Baby Tour, que quebrou recordes de público por todo o mundo e veio a confirmar o que todos já sabiam: Whitney veio para ficar. Em janeiro de 1991, ela cantou The Star-Spangled Banner, o hino nacional dos Estados Unidos, no XXV Super Bowl em Tampa na Flórida. Depois lançado como single e vídeo, se tornaria a única versão do hino nacional norte-americano a virar um hit, vendendo um milhão de cópias. O dinheiro arrecadado com as vendas do single foi revertido à Cruz Vermelha Norte-Americana. Esse momento ficou marcado para sempre na história da música e mais de uma década depois as pessoas relembram aquele maravilhoso desempenho de Whitney, que abalou as estruturas do Super Bowl. Em 2005, Beyoncé Knowles falou em seu DVD sobre esse momento histórico e a emoção de cantar The Star Spangled Banner, ela disse: "Whitney Houston foi fantástica e eu só queria ter a oportunidade de pelo menos fazer alguma coisa parecida com o que ela fez, porque foi incrível". Ainda em 1991, Whitney usou sua identificação com o público em prol das vítimas da Guerra do Golfo, quando fez um show beneficente exibido pela HBO sob o título Welcome Home Heroes with Whitney Housn.

### 1992-1997: Afirmação profissional, casamento e maternidade
Em 1992, Whitney fez seu primeiro filme, O Guarda-Costas, o qual protagonizou junto com Kevin Costner. Whitney foi classificada como uma atriz de muito sucesso e talento, aclamada pela crítica mundial. O filme tornou-se um fenômeno, um verdadeiro sucesso de bilheteria, arrecadando mais de 500 milhões de dólares no mundo todo. Contando com uma boa trilha-sonora, Whitney gravou seis novas canções para a trilha-sonora do filme, incluindo uma versão do clássico de Dolly Parton, "I Will Always Love You" com a qual ela superou todas as expectativas, tornando-se um grande sucesso da cantora, a imortalizando na música mundial. Lançado como single em novembro do mesmo ano, se tornou seu décimo número #1 nos Estados Unidos e permanecendo por 14 semanas consecutivas nessa posição. Com o tempo, tornou-se o single mais vendido, até então, com mais de dez milhões de cópias. A canção I Have Nothing foi indicada ao Oscar de Melhor Canção Original. Outros hits lançados como single da trilha-sonora de O Guarda-Costas: I'm Every Woman (regravação de uma canção de Chaka Khan), Run to You e Queen of the Night (escritas pela própria Whitney). O álbum permaneceu vinte semanas em #1 e vendeu mais de 38 milhões de cópias em todo mundo, com 17,5 milhões apenas nos Estados Unidos, tornando-se a trilha-sonora mais vendida da história Certificado pelo Guiness Book, sendo certificado 17x platina e depois diamante nos Estados Unidos. Em março de 2005, após 13 anos de lançado, o álbum voltou às paradas de sucesso na Espanha ocupando #25. Nesta época passou a administrar sua carreira, abrindo também uma agência de moda e uma empresa de entretenimento musical, assim como iniciou seus trabalhos como produtora musical, de suas músicas e de artistas que a contratavam. 
Após quatro anos de namoro, Whitney casou-se no civil e no religioso, em 18 de julho de 1992, com o cantor Bobby Brown, em Trenton, Nova Jérsei. No dia 4 de março de 1993, em Livingston, deu à luz de parto normal a sua única filha: Bobbi Kristina Houston Brown, que durante a infância fez pequenas participações musicais em álbuns de Whitney Houston. Ambas cantaram juntas as canções My Love is Your Love e Little Drummer Boy. Apesar disso, sua filha não seguiu carreira artística, embora tivesse feito pequenas participações como atriz em filmes e seriados durante sua curta vida.
Em 1994, com a turnê mundial The Bodyguard, Whitney fez sua primeira apresentação no Brasil, participando do evento Hollywood Rock, ela fez dois shows, um em São Paulo e outro no Rio de Janeiro, onde ela interpretou ao vivo I Will Always Love You o maior sucesso de sua carreira e também cantou na cerimônia de encerramento da Copa do Mundo (World Cup 94).
Em 1995 Whitney atuou em outro filme, Waiting to Exhale (Falando de Amor), que também foi um grande sucesso de público e crítica, baseado num livro de Terry McMillans sobre as vidas de quatro mulheres afro-americanas. As outras personagens são interpretadas por Angela Bassett, Loretta Devine e Lela Rochon. O diretor do filme foi Forest Whitaker. Foi rodado na primavera de 1995 e estreou nos cinemas em dezembro do mesmo ano. Arrecadou uma estimativa de 80 milhões de dólares nas bilheterias do mundo todo. A trilha-sonora de Waiting to Exhale incluía três novas canções de Whitney: Exhale (Shoop, Shoop), Count on Me (dueto com CeCe Winans) e Why Does It Hurt So Bad. O single Exhale (Shoop, Shoop) estreou na primeira posição dos mais vendidos tornando-se seu décimo primeiro número #1 nos Estados Unidos e o segundo single da história a estrear nessa posição. O álbum vendeu mais de dezessete milhões de cópias no mundo todo, sendo mais de sete milhões só nos Estados Unidos.
Seu filme seguinte, The Preacher's Wife (Um Anjo em Minha Vida), foi um remake em que protagonizou ao lado de Denzel Washington. O filme começou a ser rodado em janeiro de 1996 e estreou nos cinemas em 13 de dezembro do mesmo ano. Whitney estava planejando por muito tempo lançar um álbum gospel e a Trilha-sonora deste filme foi a oportunidade única para fazê-lo. A trilha-sonora de The Preacher's Wife foi lançada um mês antes do filme e se converteu no álbum gospel mais vendido da história, também tendo sido indicada ao Oscar de melhor trilha-sonora original. Whitney canta 14 das 15 faixas do álbum, incluindo os hits I Believe in You and Me e Step by Step.

### 1997-2001: Amadurecimento
O seguinte trabalho de Whitney foi o filme musical feito para a televisão, Cinderella, rodado no verão de 1997. Foi produzido pela própria produtora de Whitney, a Brown House Productions. O filme foi ao ar em 2 de novembro de 1997 na ABC. Atraiu uma audiência recorde de mais de sessenta milhões de telespectadores (um dos programas mais vistos da história da televisão norte-americana). No filme estrelam Brandy, Whoopi Goldberg e Whitney como a Fada Madrinha.
Em 1998, gravou um dueto com Mariah Carey, When You Believe, para a trilha-sonora do filme animado O Príncipe do Egito. A música criou um buzz, devido a ser um dueto com as duas maiores vocalistas da América. Ainda assim, a música foi recebida com más críticas e apesar de ter sido um sucesso a nível mundial, ficou-se pela 15ª posição na América do Norte. A canção foi lançada como single em novembro e ganhou o Oscar de Melhor Canção Original em março de 1999 com a interpretação de Whitney e Mariah na cerimônia de entrega dos prêmios.
Depois de uma grande espera, Whitney voltou ao estúdio para lançar seu primeiro álbum que não era trilha-sonora depois de oito anos, My Love Is Your Love foi lançado em 17 de novembro de 1998. O álbum era suposto ser um Best Of, mas Whitney e o seu mentor Clive Davis gostaram tanto do resultado, que acabaram por acreditar que o lançamento poderia ser um sucesso. O álbum que foi gravado em 6 semanas, teve contribuições de peso do mundo do R&B norte-americano, como Wycleaf Jean, Lauryn Hill, Missy Elliott ou Rodney Jerkins. Consequentemente devido ao tempo recorde de gravação, o álbum teve pouco tempo para ser promovido antes do seu lançamento e acabou por se estrear em 13ª posição nos Estados Unidos. Muitos descreveram este momento, como o início do fim da carreira de Whitney, mas como a própria disse "não é como começa, mas sim como acaba". O álbum teve as melhores críticas de sempre da sua carreira. O single My Love is Your Love tornou-se um dos mais vendidos do ano e a faixa It's Not right But It's Okay ganhou um Grammy. O álbum é o álbum R&B mais vendido de sempre na Europa, tendo alcançando vendas de 13 milhões em todo o mundo, colocando Whitney de volta no topo. Dentre as faixas lançadas como singles destacam-se It's Not Right But It's Okay e If I Told You That, Heartbreak Hotel, My Love Is Your Love, I Learned From The Best e a premiada com o Oscar When You Believe. O álbum vendeu doze milhões de cópias no mundo todo, sendo cinco delas somente nos Estados Unidos e Whitney ganhou seu sexto Grammy com o single It's Not Right, But It's Okay em fevereiro de 2000. Os primeiros shows da turnê mundial Your Love is My Love World Tour trazem críticas elogiosas, celebrando o retorno da cantora.
Em 1999 Whitney participa do segundo VH-1's Divas Live e seu desempenho foi caracterizado como "insuperável" por Jon Pareles no The New York Times. Logo após, em comemoração a 15 anos de carreira, lançou Whitney: The Greatest Hits uma compilação dos maiores hits em 16 de maio de 2000. Um álbum duplo, que além das canções que mais tocaram nas rádios, conta com canções inéditas, duetos inovadores e remixes mais tocados nas paradas de sucesso. Junto com o álbum também foi lançado um DVD que contém seus principais videoclipes, momentos iniciais de sua carreira, entrevistas, últimas aparições, apresentações em shows e bastidores de seus trabalhos. O álbum duplo vendeu nove milhões de cópias no mundo todo. Após um bom período longe dos palcos, em 7 de setembro de 2001, Whitney fez uma aparição especial ao lado de Usher e Mya para celebrar os 30 anos de carreira solo do amigo Michael Jackson no Madison Square Garden, em Nova York. O trio abriu o espetáculo ao som de Wanna Be Starting' Something'. No dia 10 de setembro, Whitney deveria duelar One Day In Your Life com Michael Jackson, porém, ela não compareceu ao concerto. Ainda no mesmo ano Whitney lançou Love, Whitney uma compilação de seus maiores sucessos românticos.

### 2002-2005: Conturbações pessoais e profissionais
Em dezembro de 2002 Whitney lançou Just Whitney, alcançando grande repercussão em sua carreira devido a problemas pessoais. A cantora reconheceu à imprensa que sofria de depressão desde a adolescência e por isso consumia desde essa época cocaína, maconha e outros tipos de drogas, além de bebidas alcoólicas em excesso. O primeiro single do novo CD, Whatchulookinat foi um grande fracasso nos Estados Unidos talvez pelo seu tom de voz meio agressivo onde Whitney crítica a todos que falam que a sua carreira está terminada, devido seus relatos sobre sua dependência química. Com isso a gravadora foi obrigada a distribuir One Of Those Days, single que foi mais bem recebido e elogiado pela crítica. Logo em seguida, depois de chegar nas rádios o single Try It On My Own, uma balada autobiográfica, em abril de 2003. No que diz respeito às love songs, o álbum traz a regravação de um grande hit dos anos de 1970, a melódica You Light Up My Life, que foi produzida por Baby Face e não se tornou um single.
Em novembro de 2003 Whitney lançou um álbum de Natal, com o título One Wish: The Holiday Album. O álbum trouxe alguns clássicos natalinos cantados de forma impressionante por Whitney, a faixa inédita ficou por conta de One wish, canção que dá nome ao álbum e tem o melhor do estilo gospel contemporâneo. Depois de cinco dias de internação num centro de reabilitação de drogas em março de 2004 (se repetindo em março de 2005 durante dois meses), se embarcou na turnê internacional Soul Divas com Natalie Cole e Dionne Warwick que se prolongou durante todo esse verão. Em 14 de Setembro de 2004, fez uma interpretação ao vivo de I Believe In You And Me e I Will Always Love You no World Music Awards, como tributo a seu produtor e antigo amigo Clive Davis. A apresentação de Whitney foi simplesmente perfeita, consta-se que Celine Dion chorou ao ouvir Whitney interpretar as canções e Courtney Love disse "Meu Deus, essa é a melhor cantora do mundo". Mais recentemente, Whitney teve participação no reality-show estadunidense Being Bobby Brown.

### 2006-2007: Um novo começo
Em setembro de 2006 Whitney separou-se de seu então marido Bobby Brown, conseguindo divorciar-se dele em 24 de abril de 2007, depois de um casamento de 14 anos cheio de polêmicas, envolvendo agressões físicas, humilhações, traições e envolvimento com drogas, onde Houston decidiu dar um fim a tanto sofrimento, e entrou com o pedido de divórcio, saindo de casa com a filha, conseguindo sua guarda na justiça. Apesar de estar abalada, apareceu para a mídia muito feliz e sorridente, dizendo estar recuperada, e todos a elogiaram de linda no Society Of Singers ELLA Awards, acompanhada de seu produtor, Clive Davis, e de sua prima, a diva Dionne Warwick.
Em 28 de outubro de 2006, Whitney fez uma aparição surpresa no 17th Carousel of Hope Ball e foi ovacionada por todos no evento beneficente. Whitney estava deslumbrante em um vestido preto, longo e justo da grife Armani e usava brincos e pulseira de diamantes que realçavam ainda mais sua beleza. A aparição de Whitney foi tão fascinante que fez com que a cantora Katharine McPhee, que se apresentaria na noite, desistisse de cantar a canção prevista e a homenageasse com seu clássico I Have Nothing, lindamente interpretado.
Em dezembro de 2006 Whitney foi destaque de capa da revista "Raça Brasil" devido a sua vitoriosa recuperação do vício das drogas e álcool, além da recente separação de Bobby Brown.
Durante a festa que antecede ao Grammy, oferecida por Clive Davis no Beverly Hilton Hotel, no dia 10 de fevereiro, Whitney esteve presente e foi a celebridade que mais atenções reuniu naquela noite. Caminhou pelo tapete vermelho de braço dado com Davis e várias celebridades que estavam na festa foram questionadas, sobre suas opiniões, a respeito da cantora, que a elogiaram muito.
De acordo com fontes próximas à cantora, Whitney estava pronta para um grande retorno com um disco de músicas originais. Estava dando mais atenção à filha Bobbi Kristina, e completamente dedicada à sua nova produção fonográfica. A cantora vivia na época em Laguna Beach, próxima do seu psicólogo Warren Boyd, o mesmo que ajudou Courtney Love a superar o vício em álcool e drogas. Nesta época a cantora sofria constantemente com crises depressivas e de ansiedade, devido ao seu recente divórcio, e também devido a abstinência de drogas e álcool, e precisava de constantes sessões de psicoterapia. Segundo Davis, seu produtor, eles, nessa época, haviam começado a trabalhar em um novo álbum, que naquele ano foi um trabalho fantástico.
Ainda em 2007, Whitney foi eleita mais uma vez a A Rainha da Balada, pelo site BlackAmericanWeb, que colocou em destaque a sua trajetória como cantora e todos os seus feitos.
Em setembro daquele ano, a cantora assinou um novo contrato com a Arista Records por incríveis 100 milhões de dólares. O acordo com o selo prevê diversos álbuns, o que a colocou novamente entre os grandes nomes da música.
| “ | Estou muito feliz com esse novo contrato, ansiosa para entrar brevemente em estúdio e começar a trabalhar no meu próximo álbum. | ” |

No dia 18 de outubro, Whitney fez uma aparição surpresa no Swarovski Fashion Rocks, em Londres, onde foi ovacionada pelos presentes, entre os quais Donatella Versace. Usava um vestido branco Valentino. Sua voz estava bem mais grave que em outras aparições, o que surpreendeu o público, acostumados com sua voz suave, mas esse fator não causou desapontamento, sendo aplaudida por centenas de pessoas.
No mesmo ano foi lançada uma nova coletânea intitulada Whitney Houston: The Best So Far, onde reunia os maiores sucessos de sua carreira. O álbum entrou na lista dos mais vendidos ocupando a #3 posição na Inglaterra, #5 nos EUA e #9 no Brasil.

### 2008: A volta por cima
Em 2008 Whitney anunciou que gravaria seu sétimo álbum de inéditas. A cantora ainda declarou ter seis novas canções para seu álbum, previsto para ser lançado no primeiro semestre de 2009 pela gravadora J Record. A cantora se recusou a escrever pelos problemas com drogas, traição e anorexia que passou nos anos anteriores.
| “ | Whitney não escreve. Ela tem um dom, daqueles que ou você tem ou não tem. Eu vi muitos artistas perderam a carreira tentando escrever. | ” |

No dia 8 de maio, Whitney fez um grande show em Londres, participando do evento beneficente Legend Ball onde foi ovacionada por todos os presentes. A mídia internacional descreveu "Uma Fantástica Whitney Houston em Londres" e com essa espetacular performance a Diva mostrou que seus problemas do passado estão superados.
Em 26 de julho de 2008 uma nova canção do álbum da cantora vazou para a internet, Like I Never Left, em parceria com o cantor Akon, que também produziu a canção. Tornou-se sucesso imediato, com mais de 2,5 milhões de execuções no Last FM, apenas 24 horas depois. Whitney declarou que a canção não será seu primeiro single. Há rumores de que seu primeiro novo single será I Didn't Know My Own Strength, canção escrita por Diane Warren e produzida por David Foster.
Em 7 de fevereiro de 2009, Whitney Houston fez uma aparição gloriosa na festa do Pré-Grammy, oferecida anualmente por Clive Davis. Whitney cantou grandes hits como: I Will Always Love You, I Believe in You and Me, It’s Not Right But It’s Ok e I’m Every Woman.
No dia 17 de abril de 2009, Diane Warren revelou à Vibe Magazine que escreveu I Didn't Know My Own Strength especialmente para Whitney e esta seria sua música de retorno. A Rap-Up Magazine também confirmou que o produtor Swizz Beatz havia trabalhado em uma canção chamada Million Dollar Bill juntamente com Alicia Keys.
O novo álbum de Whitney foi lançado em 31 de agosto de 2009 com o título de I Look To You.

### 2009: O lançamento doI Look To You
Depois de uma grande espera é finalmente lançado o aguardado álbum de retorno de Whitney Houston, I Look To You, em 31 de agosto de 2009. O álbum estreou direto na primeira posição dos mais vendidos nos EUA vendendo 305 mil cópias apenas na primeira semana e foi em #1 em mais outros 12 países. Produzido por grandes nomes da música como Stargate, Akon, R. Kelly, David Foster, Jhontà Autin, Eric Hudson e Swizz Beatz juntamente com Alicia Keys, com a supervisão de Clive Davis, o álbum é marcado de canções fortes como “Call You Tonight”, “Wort It” e “Salute”, música com forte influência hip-hop.
O primeiro single foi I Look To You, uma balada gospel romântica, estreou em #27 R&B Hot 100 da Billboard.
O segundo single Million Dollar Bill chegou ao #1 no chart Dance da Billboard Hot 100, tornando-se #1 pela 14ª vez em sua carreira. O single teve uma recepção ainda melhor na Europa onde chegou ao #5 no U.K. Hot 100. O Vídeo clipe de Million Dollar Bill foi lançado em 16 de setembro de 2009.
Em 14 de setembro de 2009 Whitney Houston deu sua primeira entrevista em sete anos, aparecendo na estreia do programa The Oprah Winfrey Show. A entrevista foi anunciada como "a entrevista da música mais aguardados da década"  e Oprah Winfrey declarou que foi a melhor entrevista que ela já fez em sua carreira. A entrevista foi dividida em duas partes e Whitney falou sobre seu conturbado casamento, separação, carreira, família e os problemas com drogas.
| “ | Não acredito que não vá sentir nunca mais o desejo de usar essas drogas. Só basta um minuto para tirar esses pensamentos da minha cabeça! Oro e eles se vão. | ” |

Ainda no programa Whitney cantou ao vivo a canção I Didn't Know My Own Strength a pedido de Oprah, tendo um desempenho espetacular.
Whitney também apareceu em programas de televisão europeus para promover o álbum. Ela cantou a canção I Look to You no Wetten Dass, programa de televisão alemã. Dias depois, cantou Million Dollar Bill no programa de televisão francês Le Grand Journal. Whitney apareceu também como mentora convidada no The X Factor no Reino Unido, juntamente com Clive Davis e cantou Million Dollar Bill no show do dia seguinte. O desempenho não foi muito bem recebido pela mídia britânica, mas mesmo assim Million Dollar Bill saltou para o seu pico de número 5 (o seu primeiro top 5 no Reino Unido em mais de uma década), e três semanas após o lançamento I Look to You ganhou disco de ouro. Whitney participou também da versão italiana do Fator X, apresentando a mesma canção Million Dollar Bill com boas críticas e foi premiada com o Certificado de Ouro por alcançar mais de 50 mil vendas do CD I Look To You, na Itália.
Em dezembro de 2009, I Look To You, foi certificado disco de platina pela RIAA pelas vendas que ultrapassam um milhão de cópias só nos Estados Unidos. Atualmente o álbum vendeu cerca de 2 milhões de cópias em todo o mundo.
Em 22 de novembro de 2009 Whitney foi a grande homenageada no American Music Awards em Los Angeles, Califórnia e se apresentou na premiação cantando a canção I Didn't Know My Own Strength. A cantora recebeu das mãos de Samuel L. Jackson um troféu por sua obra. Emocionada, Whitney fez questão de agradecer aos fãs pelo apoio e foi aplaudida de pé pela plateia.

### 2010: Whitney Houston - The 25th Anniversary Deluxe Edition e a Nothin' But Love World Tour
Em 26 de janeiro de 2010, Whitney relançou uma edição especial de seu álbum de estreia, intitulado Whitney Houston – The 25th Anniversary Deluxe Edition em comemoração a seus 25 anos de carreira. O álbum contém cinco faixas bônus além de um DVD com os vídeos clipes e performances ao vivo e uma entrevista inédita.

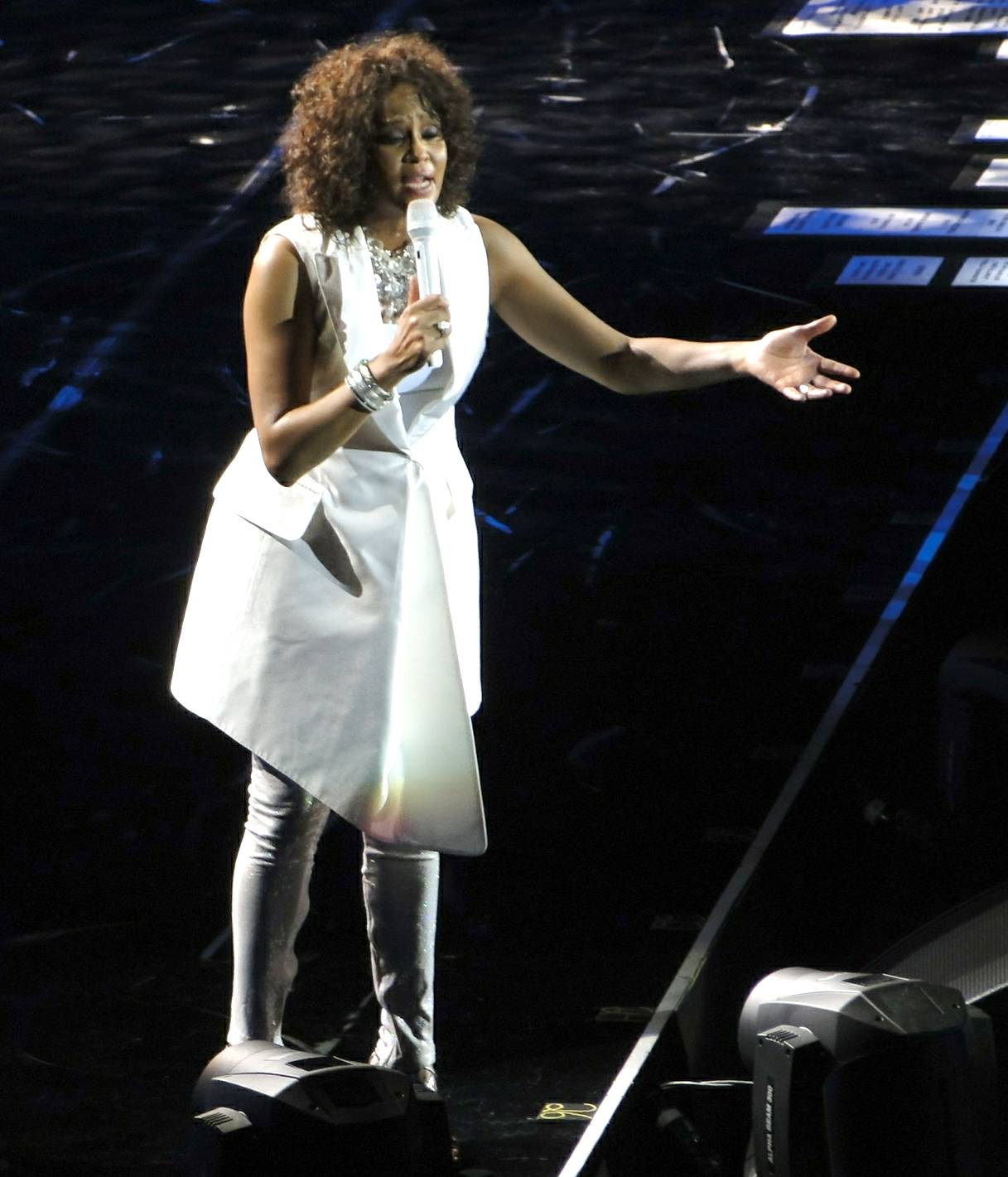
Whitney Houston na O2 Arena, em Londres, 28 de Abril de 2010, durante a Nothing But Love World Tour

Em 13 de janeiro de 2010 Whitney foi homenageada no BET Honors Award, citando suas realizações durante a sua vida e o sucesso do álbum de retorno I Look To You. O BET Honors 2010 foi realizado no teatro Warner, em Washington, D.C. e foi exibido em 29 de janeiro de 2010. Jennifer Hudson cantou o clássico I Will Always Love You e Kim Burrell cantou I Believe in You and Me em honra dela. Whitney também recebeu o NAACP Image Awards por Melhor vídeo clipe para "I Look To You" em 23 de fevereiro de 2010 e recebeu uma indicação ao Echo Awards, a versão alemã do Grammy, por Melhor Artista Internacional.
Uma nova turnê mundial foi anunciada em 12 de outubro de 2009 no site oficial de Whitney e teve início em 9 de dezembro de 2009 na Rússia como datas ensaio, sob o título de I Look To You Word Tour. No final dos ensaios, o título da turnê foi mudado para Nothing But Love World Tour com um "início" oficial em 6 de fevereiro de 2010 em Seul, Coreia do Sul.
Whitney explicou o significado por trás do título da turnê. Foi como ela superou os tempos difíceis.
| “ | Escolhi este título porque o que eu tinha em qualquer circunstância era amor [...] eu não teria como superar tempos difíceis, sem a minha mãe e minha filha. Minha filha é especial como um amigo que me apoiou e ficou comigo no estúdio, quando eu estava trabalhando no álbum. | ” |

A turnê visitou Ásia, Austrália e Europa  e arrecadou uma estimativa de mais de 36 milhões de dólares com os shows.
Billboard Charts: Atualmente foi classificada no TOP 10 da Billboard, como uma das artistas estadunidenses que mais venderam singles na última década (1999-2009).

### 2011: O retorno com o Filme Sparkle
Em janeiro de 2011 Whitney participou do BET’s Celebration Of Gospel 2011 cantando a canção I Look to You, juntamente com Kim Burrel. O evento foi realizado no Staple Center, em Los Angeles e foi transmitido em 30 de janeiro de 2011.
Em fevereiro de 2011, Whitney participou da festa que antecede ao Grammy, oferecida por Clive Davis, e que homenageou sua Prima Dionne Warwick. No tributo Whitney cantou os clássicos Walk On By, I Say A Little Prayer For You e That’s What Friends Are For.
Em setembro de 2011, a revista The Hollywood Reporter anunciou que Whitney irá estrelar o remake do filme Sparkle de 1976, juntamente com Jordin Sparks e Mike Epps. De acordo com Debra Martin Chase, produtora de Sparkle, Whitney terá também créditos como produtora executiva do filme. Ela declarou ainda que Whitney merece o título considerando que ela esteve envolvida com o projeto desde o início em 2001, quando obteve os direitos de produção de Sparkle.
No dia 19 de outubro Whitney confirmou em seu site oficial sobre o novo projeto com o filme, que é um remake do filme de 1976 e conta a história de Sparkle, um prodígio musical que luta para se tornar uma estrela.
| “ | SPARKLE é um filme de que eu queria um remake por um longo tempo e eu estou tão feliz por finalmente ver o meu sonho se tornar realidade e fazer parte deste time estelar de atores e produtores. | ” |

Em 7 de outubro, o RCA Music Group anunciou a dissolução da Arista Records, juntamente com a J Records e a Jive Records. Com o desligamento, Whitney Houston (e todos os outros artistas assinados anteriormente a estes três selos) iria lançar seu material futuro sob o selo da RCA Records.

### 2012: Lançamento do Sparkle
Em setembro de 2011, o The Hollywood Reporter anunciou que Whitney iria produzir e estrelar um remake do filme Sparkle ao lado de Jordin Sparks e Mike Epps. Sparkle marcaria o retorno de Whitney aos cinemas após 15 anos, desde o lançamento do The Preacher’s Wife em 1996. No filme, Whitney interpreta Emma, mãe de Sparkle.
Além de atuar, Whitney também recebeu créditos como produtora executiva. Segundo Debra Martin Chase, produtora de Sparkle, Whitney mereceu os créditos, considerando que ela tinha estado envolvida no projeto desde o início, em 2001, quando obteve os direitos de produção do filme, no qual a cantora de R&B, Aaliyah, iria protagonizar, mas morreu em um acidente de avião de 2001. Sua morte descarrilou a produção, que iria começar em 2002.
As filmagens ocorreram entre 10 de outubro e 18 de novembro de 2011 e tiveram um orçamento estimado em US$ 17 milhões.
A trilha sonora do filme foi lançada em 31 de julho de 2012. O primeiro single, Celebrate, dueto com Jordin Sparks, foi a última gravação de Whitney em estúdio, realizada no dia 7 de fevereiro. Foi lançado oficialmente no dia 5 de junho de 2012. O vídeo clipe foi filmado em 30 de maio e lançado oficialmente em 30 de junho de 2012.
His Eye Is on the Sparrow, vazou apenas um dia após o lançamento de Celebrate e foi lançada oficialmente como single em 8 de junho para download digital na Amazon e iTunes.
O filme foi lançado em 17 de agosto nos Estados Unidos e estreou em quinto lugar no ranking das maiores bilheterias do fim de semana, arrecadando US$ 12 milhões nos primeiros três dias de exibição.

## Polêmicas
Diversos documentários afirmam que Whitney Houston começou a usar cannabis e bebidas alcoólicas aos catorze anos, e cocaína e LSD aos dezesseis, por influência de seu irmão Michael Houston, também adolescente e usuário dessas substâncias, e que começou a fumar cigarros aos dez anos de idade também por influência familiar. Seu irmão revelou em entrevistas sentir-se extremamente culpado pela morte da irmã.
Também afirmou-se que Whitney Houston era bissexual, mas devido ao conservadorismo religioso de sua mãe, optou por nunca assumir isto publicamente. Robyn Crawford, assistente de produção da carreira da cantora e diretora de marketing das empresas de Whitney, que trabalhou com ela de 1983 a 2000, escreveu e lançou o livro A Song For You, revelando ter sido namorada da cantora na adolescência, de 1979 a 1983, e que se conheceram em um abrigo enquanto realizavam um trabalho voluntário, e que logo tornaram-se amigas inseparáveis, mas que após se apaixonarem, nunca se preocuparam em rotular-se como bissexuais ou lésbicas, e que apenas viviam o o relacionamento de forma intensa. Aos dezessete anos sofreu um duro golpe quando descobriu que sua mãe traia seu pai com o pastor da igreja. Ela e a mãe pararam de se falar, e sofrendo por não ter coragem de revelar tudo ao pai, não conseguiu mais conviver com ele, e assim decidiu sair de casa e viver com sua namorada. Nesta época estava iniciando sua carreira de modelo, e devido a tantas pressões pessoais e profissionais, Whitney iniciou um processo de anorexia alcoólica, que a acompanhou durante toda sua vida. Pouco tempo depois, sua mãe contou a verdade ao pai de Whitney, e ambos se divorciaram, mas a cantora não quis mais voltar para sua casa. Whitney e Robyn só se separaram porque a mãe de Whitney Houston era contra a relação, e fazia a cantora sofrer muito com constantes perseguições a sua vida pessoal, e a cantora, após assinar seu primeiro contrato profissional em 1983, e influenciada por sua mãe, passou a ter medo da imprensa investigar sua vida pessoal e descobrir sua sexualidade, e assim sua carreira terminar. Assim, ela saiu da casa da namorada e passou a viver sozinha. Ela, nesta época, tentou voltar para a igreja, aconselhada por sua mãe, e até presenteou Robyn com uma bíblia para que ela se convertesse, mas ambas continuaram a ser melhores amigas por muitos anos, até o falecimento da cantora.
Em entrevistas, Bobby Brown revelou que Whitney e ele mantiveram um caso extraconjugal por quatro anos, e que não foi o responsável por apresentar substâncias psicoativas para ela, como sempre era divulgado na imprensa, mas sim já a conheceu quando ela era usuária. O mesmo revelou em entrevistas que descobriu que Whitney era usuária de drogas no dia do casamento, pois quebrou a tradição de que os noivos não podem verem-se vestidos a caráter antes da cerimônia, mas ele sentiu vontade de vê-la, e a procurou em sua casa, quando a avistou vestida de noiva, uma hora antes da cerimônia, onde percebeu que a mesma estava inalando cocaína, o que o deixou muito surpreso e abalado, porque até então só sabia que ela tomava bebidas alcoólicas em excesso e que fumava muitos cigarros, inclusive cannabis sativa. Bobby revelou que teve o impulso de não desistir do casamento porque queria proteger Whitney, afirmando que no início ela controlava muito bem seu vício, tanto que em quatro anos de relacionamento extraconjugal, ela nunca o deixou saber sobre as drogas mais pesadas que utilizava. Bobby contou que após o casamento também viciou-se em cocaína, e que foi dependente por muitos anos, mas conseguiu sair do vício. O cantor também contou que Whitney fingiu ter sofrido um aborto espontâneo para deixá-lo culpado e casar-se rapidamente com ela. Em entrevistas Whitney revelou que fez isto por medo de perdê-lo, e porque queria que o mesmo deixasse a esposa para ficar com ela, o que deu certo, pois, culpado, Bobby deixou a esposa e assumiu seu caso extraconjugal, e em seis meses casaram-se, ficando muito chateado posteriormente com essa mentira. A cantora também revelou em entrevistas que estava apaixonada, mas nunca o amou, e que sua mãe insistiu para que ela se casasse logo, o que lhe daria mais segurança pessoal e prestígio na sua carreira. Bobby Brown afirmou acreditar que Whitney só casou-se com ele para fugir das especulações da mídia sobre sua sexualidade, onde afirmou que sempre soube da bissexualidade da esposa, e que sempre teve muitos ciúmes de Robyn, com quem ele não falava, gerando diversas brigas com Whitney, pedindo para que ela demitisse Robyn, o que ela fez, mas a recontratou sem ele saber. Seu ex-marido também revelou saber que, quando ele e Whitney brigavam e se separavam temporariamente, a cantora saía com outros homens e também outras mulheres, mas principalmente voltava a se relacionar com Robyn, que sempre foi o ponto de apoio emocional de Whitney. Bobby contou que a primeira vez que houve uma traição foi por parte da cantora, e que por um período ambos mantiveram um casamento aberto, mas de forma discreta. Em entrevistas, a cantora revelou que apenas quis se vingar das agressões do marido. Robyn tentou diversas formas de fazer sua amiga e ex-namorada Whitney largar as substâncias na qual utilizava, e terminar o casamento abusivo com Bobby, mas todas as tentativas foram em vão, o que a fez se afastar dela com o tempo, um duro golpe pra Whitney. Bobby Brown contou em entrevistas que acreditava que, se o relacionamento amoroso de Whitney com sua melhor amiga fosse aceito por sua família, ela ainda estaria viva, pois ela foi a única namorada que Whitney Houston verdadeiramente amou.
Devido as conturbações pessoais da cantora, Whitney e Robyn romperam o contrato profissional em 2000, quando Whitney diminuiu o ritmo de sua carreira para cuidar de sua saúde, após ser diagnosticada com uma avançada aterosclerose, doença cardíaca adquirida devido ao abuso de substâncias psicoativas, principalmente devido ao uso de cocaína, droga que utilizou em maior quantidade e por mais tempo, que danificou as suas válvulas cardíacas. Esta doença também manifestou-se devido ao seu estilo de vida, onde havia excesso de álcool e sedentarismo. Este problema de saúde lhe causava falta de ar, tontura, dor de cabeça, e gerou um quadro de insuficiência cardíaca. Nesta época, optou por começar a administrar parte de seu extenso patrimônio para evitar maiores estresses profissionais.
Outra polêmica referida no documentário Whitney, refere-se a violência sofrida pela cantora e por seu irmão Gary, na infância, abuso este cometido pela prima dos dois, Dee Dee Warwick. A cantora e o irmão nunca comentaram com ninguém da família sobre este tema delicado, que foi um dos fatores que fez Whitney desenvolver uma grave depressão. A mãe de Whitney revelou em entrevistas que não acredita nesta história, o que a fez deserdar os dois filhos de seu testamento. A mãe não acreditar no abuso que sofreu fez Whitney ter uma piora em seu quadro depressivo e desenvolver síndrome do pânico. Outra grande polêmica que o documentário traz refere-se ao pai de Whitney, acusado de desviar dinheiro do patrimônio da cantora, que ficou extremamente abalada ao descobrir ter sido roubada pelo próprio pai. Ambos ficaram muitos anos sem se falar e ela o processou, mas voltaram a manter contato nós últimos anos de vida dele.
Outra polêmica gira em torno da relação conturbada de Whitney com sua filha: O motorista da família afirmou que Whitney e o marido intensificaram a dependência química no início dos anos 2000, e que passaram a fumar crack e injetar heroína, e que quando estavam muito alterados, faziam isto na frente da filha deles, dentro do carro, enquanto a filha deles ainda era uma criança. Em outro momento ele revelou que, quando Whitney e o marido estavam sob efeito dessas substâncias, se agrediam verbalmente e fisicamente na frente da filha, e logo depois, Bobby Brown, sob efeitos dos entorpecentes, pichava as paredes da mansão em que viviam, ameaçando Whitney de morte, e ela chorava muito e se trancava em seu quarto ou no banheiro, onde ingeria barbitúricos com substâncias psicoativas e bebidas alcoólicas, e também se cortava, chegando em algumas ocasiões a tentar o suicídio, onde o motorista já teve que chamar a ambulância para socorrê-la desmaiada e sangrando, e em algumas ocasiões contê-la junto dos outros funcionários, quando a cantora, chorando e gritando, ameaçava se jogar da janela do quinto andar de sua mansão. Também foi revelado que a mãe de Whitney tentou por diversas vezes conseguir a guarda da neta, mas a cantora sempre contratava os melhores advogados para ganhar a causa.
No programa da Oprah Winfrey, Whitney revelou que conseguia drogas em qualquer lugar: Seu traficante se passava por fã, e lhe dava uma caneta pra ela assinar o autógrafo, mas a caneta tinha um fundo removível com a substância, e ela a guardava consigo discretamente e ia ao banheiro usar. Ela revelou que a fama destruiu sua vida, não imaginava que seria eleita como a melhor voz do planeta. Whitney só queria criar sua filha em paz e ter uma família comum, sentia-se mal por não ter tempo de acompanhar o crescimento da filha e também por seu marido a achar mais bem sucedida que ele, ela percebia claramente que isto feria seu ego masculino de querer proteger a família. Revelou que em casa tentava diminuir sua importância para que o marido se sentisse no controle, como geralmente os homens preferem, mas nem sempre dava certo. Informou que quase todos os dias era agredida pelo marido, até sangrar, escondendo os machucados com curativos e muita maquiagem, e que o marido a agredia mesmo quando ele estava sóbrio, o que era raro, pois ele bebia muito. Afirmou que ele era extremamente invejoso porque Whitney ganhava muito mais dinheiro que ele, e que Bobby era um homem muito ciumento, e queria que ela largasse a carreira para ficar cuidando exclusivamente do casamento dos dois, o que ela se recusava. Na entrevista contou que seu marido tornou-se sua droga, pois, por mais que quisesse se separar, tinha medo dele e sempre acreditava que ele mudaria, confessando que só sentiu paixão no início da relação, e que com o tempo desenvolveu uma forte dependência emocional. Whitney contou que nos últimos dois anos de casada, ambos passaram a dormir em quartos separados, e só conversavam esporadicamente, quando usavam drogas juntos, vendo TV na sala. Nos períodos mais críticos de sua depressão, a cantora informou que ficava um mês inteiro trancada no quarto, sem ver ou falar com ninguém, chorando, ouvindo música, lendo a bíblia e consumindo drogas, que comprava em grande quantidade para guardar em seu closet. A cantora também revelou que passou por diversas internações e tratamento de desintoxicação e reabilitação, mas o período máximo que conseguiu ficar sem usar nenhuma droga foi apenas seis meses, e que na verdade não era uma mulher vaidosa como aparentava ser na frente das câmeras: Detestava sempre ter que usar vestidos, maquiagens, muito brilho e salto alto, e que ser constantemente um personagem para agradar a indústria fonográfica arruinou sua saúde psicológica.
Quando a filha de Whitney Houston tinha quinze anos, a jovem tentou dar uma facada na mãe após ela proibi-la de sair com os amigos, mas após se arrepender de ter ameaçado a mãe, a jovem tentou o suicídio cortando os pulsos, ficando algumas semanas internada em uma clínica psiquiátrica. Nesta época, Whitney descobriu que a menina estava usando drogas, o que piorou muito a relação de ambas, fazendo a filha sair de casa e ir viver com o pai, e posteriormente com a avó materna. Em entrevistas revelou que sua filha lhe deu muitas forças para ela se divorciar, e que ambas eram próximas e amigas, mas que a relação delas sofria muitos altos e baixos. A cantora e a filha passaram a manter contato esporádico com o tempo. Por alguns momentos voltaram a morar juntas, mas depois se afastaram novamente.
Em junho de 2011 a cantora foi diagnosticada com enfisema pulmonar e nódulos nas cordas vocais, devido ao tabagismo, o que a obrigou a se afastar dos palcos e iniciar um tratamento médico intenso. A doença a fez passar por profundas alterações em sua melódica e harmônica voz, a tornando muito mais densa e um pouco rouca, o que passou a desagradar bastante o público, o que a deixou cada dia mais deprimida: Por mais que detestasse a fama, amava cantar. Whitney Houston passou a negligenciar seu tratamento, dando mais importância as drogas e ao álcool. Sua displicência a fez desenvolver uma grave insuficiência respiratória, e a doença avançou bastante, o que contribuiu para seu falecimento.
A cantora enfrentou muitas críticas em relação a sua carreira. A crítica negra a acusava de "ser branca demais", cantar exclusivamente para uma "elite branca", e não representar os "ritmos afro-americanos". Whitney se defendia, revelando que apenas escolhia os melhores compositores para trabalhar, e que não fazia acepção de gênero musical ou cor: Só escolhia cantar o que lhe tocava o coração, também levando em conta seu perfil vocal. Estas críticas abalaram muito a autoestima da cantora, que julgava sempre não estar fazendo o correto.
O último relacionamento amoroso de Whitney Houston, que se tornou público, foi com o cantor Ray J, rapaz dezoito anos mais jovem. Ambos começaram o namoro em 2010 e sofreram bastante preconceito devido a diferença de idade, e a família de Whitney não aceitava o relacionamento, também por acharem que este namorado só queria o dinheiro da cantora, embora ele fosse rico também. O casal mantinha um relacionamento conturbado, e ficavam entre indas e vindas, com histórico de traições, abuso de álcool e drogas, e até agressões, pois o mesmo tinha muitos ciúmes dela. Ambos eram frequentemente vistos em bares e boates, inclusive foram divulgadas brigas recorrentes de Whitney Houston com diversas mulheres nestes locais devido ao grande ciúme que ela também sentia dele. Uma das polêmicas desse relacionamento foi quando, em uma das turbulentas separações do casal, seu namorado queria voltar com ela, e Whitney não queria mais voltar para esse relacionamento abusivo, porém ele ameaçou de divulgar na internet fotos íntimas dela, e também vídeos íntimos do casal, onde Whitney ficou muito abalada com essas ameaças, e não queria mais vê-lo, mas a família da cantora o processou judicialmente por ameaça e difamação, o que causou mais brigas entre Whitney e a família, principalmente sua mãe, que não queria que ela tivesse invadido sua vida assim. Porém, na época de seu falecimento, Whitney e Ray J haviam se reconciliado e estavam novamente juntos.
Após seu falecimento, o cantor Jermaine Jackson, a quem Whitney conheceu em 1983, antes da fama, onde a mesma, eventualmente, era a baking vocal de sua banda, confirmou para a mídia que ele e a cantora foram amantes de 1984 a 1985. Nesta época Whitney estava solteira, mantendo apenas relacionamentos casuais, visto que estava separada há um ano de sua ex-namorada Robyn Crawford, e ainda não conhecia Bobby Brown. Jermaine e Whitney separaram-se por iniciativa dela, visto que a cantora queria que ele se separasse de sua esposa, Hazel Gordy, para que assumisse um relacionamento sério com ela, o que ele não fez. Na época, Michael Jackson, irmão de Jermaine, e muito amigo de Whitney, era contra o relacionamento extraconjugal. Após um ano afastados, Jermaine e Whitney retomaram a amizade que tinham antes de se envolverem, e voltaram a cantar juntos, eventualmente, quando havia alguma festa ou evento na mídia. Jermaine lamentou por não ter podido comparecer ao funeral da artista.

## Morte
Em 9 de fevereiro de 2012, Houston visitou as cantoras Brandy e Monica, juntamente com Clive Davis, em seus ensaios para a festa anual do pré-Grammy no Beverly Hilton Hotel, em Beverly Hills. No mesmo dia, Whitney fez sua última apresentação pública, juntamente com Kelly Price, numa casa noturna em Hollywood, Califórnia em uma performance da canção Jesus Loves Me.
Em 11 de fevereiro de 2012, Whitney foi encontrada morta na banheira do quarto de um hotel em Beverly Hills. Os paramédicos tentaram reanimá-la, mas sem sucesso. Foi declarada morta em torno das 15h55min UTC−8, hora local de Los Angeles. O Departamento de Medicina Legal de Los Angeles anunciou em 22 de março de 2012 que a causa oficial da morte da artista fora afogamento acidental, apesar de revelar que existiam indícios de doença cardíaca e vestígios de cocaína, que teriam contribuído para o óbito. A autópsia constatou também que o septo nasal da cantora estava perfurado e que ela havia ingerido muitos barbitúricos e xarope para tosse, nos três últimos dias que antecederam seu falecimento, mas que isto não impactou diretamente na sua morte, apenas a deixou mais sonolenta que o habitual, o que pode ter discretamente contribuído para a perda de reflexo, o que a fez cair na banheira, de frente à água.
A artista havia abandonado, poucos meses antes de falecer, a sua psicoterapia e sua religião evangélica, onde frequentava a igreja desde a infância, entre idas e vindas. Em entrevistas, revelou que ao orar, seus pensamentos de suicídio e desejo por álcool e drogas iam embora, mas logo retornavam. 
À época de seu falecimento, sua depressão havia voltado com força. Nesta época estava em tratamento psiquiátrico, tomando antidepressivos e ansiolíticos. Um dos motivos para recaída nos vícios e agravamento de sua depressão foram, entre as brigas familiares, perseguição e ameaças de seu ex-marido, além de seus relacionamentos amorosos que não deram mais certo após seu divórcio, foi ter descoberto que sua única filha estava usando drogas, onde ambas passaram a travar brigas diárias, e ela lutou para que a filha deixasse este caminho, tentando interná-la por diversas vezes. Isto tudo fez a artista se afastar da igreja, do tratamento psiquiátrico e psicológico, parou de falar com os amigos e com os familiares, julgando-se uma péssima mãe, o que a fez se isolar socialmente e voltar a usar drogas de forma descontrolada.
Whitney teve seu memorial realizado em 18 de fevereiro de 2012, na New Hope Baptist Church, em Newark, Nova Jersey, cidade natal da cantora. Inicialmente, o memorial foi programado para duas horas, mas durou quatro horas. Entre aqueles que homenagearam Whitney no funeral estavam Stevie Wonder, que cantou uma versão reescrita de Ribbon in the Sky e Love’s in Need of Love Today, CeCe Winans com Don’t Cry for Me e Jesus Loves Me, Alicia Keys com Send Me an Angel, Kim Burrell com uma versão reescrita de A Change Is Gonna Come e R. Kelly com I Look to You, intercalada com hinos do coral da igreja e depoimentos de Clive Davis, produtor de Whitney; Kevin Costner; Ricky Minor, seu diretor musical; sua prima Dionne Warwick e Ray Watson; seu guarda-costas durante os últimos onze anos.
Whitney foi enterrada no domingo, 19 de fevereiro, no cemitério Fairview, no Westfield, Nova Jersey, ao lado de seu pai, John Russell Houston, que morreu em 2003.

### A morte de Bobbi Kristina
No dia 31 de janeiro de 2015 a filha da cantora, Bobbi Kristina, foi encontrada, assim como sua mãe, afogada em uma banheira, em sua casa, em Atlanta, Geórgia. Bobbi foi levada inconsciente para um hospital em Duluth, na Geórgia, onde foi entubada para permanecer em coma induzido, no qual ficou por seis meses lutando pela vida. Sua atividade cerebral já era mínima ao chegar ao hospital. Bobbi faleceu no dia 26 de julho de 2015, aos 22 anos. Seu funeral veio a acontecer no dia 1 de agosto na igreja James United Methodist Church, em Alpharetta, Geórgia. A jovem foi enterrada ao lado do túmulo de sua mãe e seu avô, no Cemitério Fairview, em Westfield, Nova Jérsei.
A jovem teve uma melhora em sua atividade cerebral, e saiu do coma induzido após cinco meses internada, e passou uma semana respirando sem ajuda de aparelhos, entretanto teve violentas crises convulsivas, e retornou ao coma induzido, mas um mês depois teve falência de múltiplos órgãos.
A causa da morte foi afogamento acidental devido a uma overdose de álcool, cocaína, cannabis, morfina e benzodiazepínicos - tais situações lhe causaram uma pneumonia que se revelou fatal. Na autópsia foi descoberto que essa pneumonia foi causada por uma encefalopatia hipóxico-isquêmica.
Os examinadores não conseguiram apurar se sua overdose foi intencional, ou seja, uma tentativa de suicídio, visto que a jovem estava tratando uma depressão pelo falecimento da mãe e por dificuldades no seu relacionamento conjugal, ou se foi uma superdosagem acidental. Os laudos consideraram que a motivação que levou a sua morte foi inconclusiva.

## Arte

### Estilo musical
Em suas canções Whitney Houston fala sobre espiritualidade, poder feminino, força, superação e principalmente amor. O seu estilo está enraizado no R&B, gospel, soul e pop, complementado por elementos eletrônicos como teclados e sintetizadores.
Whitney começou a misturar pop e R&B contemporâneo em seu terceiro álbum, I'm Your Baby Tonight, trazendo canções bem mais dançantes ou com influências mais distintas do R&B.
Ainda nos anos 80, começou a fazer remixes de suas canções, mas só se tornou muito frequente a partir do lançamento do álbum My Love is Your Love, que popularizou o remix de I’ts Not Rught But I’ts Ok em pistas de dança do mundo inteiro. Por vezes, regravou os vocais para compor os remixes de algumas de suas canções como em I’m Every Woman (1992), My Love is Your Love (1998) e I Learned From The Best (1998). Trabalhou com vários DJ e produtores ao longo da carreira, o que ajudou significativamente na popularização de canções remixadas. Suas principais influências musicais são Aretha Franklin, Dionne Warwick, Stevie Wonder e Luther Vandross todos os cantores de R&B e Soul.
Whitney, por cantar predominantemente R&B, acabou recebendo o título de Rainha do R&B e reconhecida mundialmente como tal.

### Voz
Apelidada de The Voice, Whitney Houston é considerada como tendo sido uma das mais belas e potentes vozes da história da música mundial. Sua extensão vocal é classificada como mezzosoprano, com um registro vocal de 4 oitavas (A2-A5-A6), sendo que suas principais características vocais mais fortes são os melismas, vibratos e transições.
Whitney, no decorrer de sua carreira, passou por vários estágios de voz. Iniciou a carreira sendo soprano spinto e posteriormente passou a ser mezzosoprano, com um timbre mais pesado e potente. Em 2003 a MTV americana juntamente com a Revista Blender a nomeou a terceira maior cantora entre as 22 Maiores Vozes da música por votação online e por leitores da revista.
Em 2008, Whitney foi listada na Rolling Stone na 34ª posição de os 100 maiores cantores de todos os tempos, afirmando que poucos vocalistas poderiam cantar 45 segundos da abertura de uma canção desacompanhada por instrumentos (acapella), fazendo menção a versão de I Will Always Love You feita por Whitney. Em sua revisão do álbum I Look To You, o crítico musical Ann Powers do Los Angeles Times escreveu que a voz de Whitney inspira as carreiras de vários cantores e afirma que quando ela estava no seu melhor, nada poderia competir com seu talento de mezzosoprano.
O estilo vocal de Whitney tem sido significativo na indústria da música e tem influenciado gerações. Ela tem sido chamada de "Rainha do Pop" por sua influência na década de 1990, brigando comercialmente com Celine Dion e Mariah Carey. Stephen Holden do The New York Times, em sua revisão do show realizado na casa de espetáculos Radio City Music Hall, em 20 de julho de 1993 elogiou muito a atitude de Whitney como cantora, escrevendo que Whitney Houston é uma das poucas estrelas pop contemporâneos das quais pode-se dizer que tem voz o suficiente. Enquanto outros artistas, que vendem milhões de álbuns, apelam aos truques de pirotecnia, Whitney preferia ficar ali e cantar. Elysa Gardner de Los Angeles Times em sua revisão para a trilha sonora de "The Preacher’s Wife" elogiou muito a capacidade vocal de Whitney, comentando: Ela é antes de tudo uma diva pop, a melhor que temos.

### Registros vocais
- Notas mais baixas:

Lá 2(A2) na canção "Fine" do álbum Whitney: The Greatest Hits; Lá 2(A2) na performance da canção "When You Believe" no programa The Oprah Winfrey Show; Sí bemol 2(Bb2) na canção "You Light Up My Life" do álbum Just Whitney; Sí 2(B2) na canção "Love That Man" do álbum Just Whitney; Dó 3(C3) na canção "I Learned From The Best" do álbum My Love is Your Love; Dó sustenido 3(C#3) na canção "Try it On My Own" do Álbum Just Whitney.
- Notas mais altas:

Dó 6(C6) na canção "Someone For Me" do álbum Whitney Houston, Dó 6(C6) na canção "I’m Every Woman" (remix), de 1992; Dó sustenido 6 (C#6) na performance da canção "I wanna dance with somebody" em 1990; Ré 6(D6) na performance da canção "I Am Changing em Nova York", Ré 6(D6) na performance da canção "I Learned From The Best" durante a turnê "Nothin’ But Love" em 2010; Mi bemol(Eb6) na performance da canção "I Will Always Love You" No Rio de Janeiro em 1994; Mi bemol(Eb6) na performance da canção "Anymore" No "Welcome Home Heroes" Em 1991; Mi 6(E6) na performance da canção "I wanna dance with somebody" em 2010; Fa sustenido 6(F#6) e Sol 6(G6) na performance da canção "My name is not Suzan" em 1991 durante a turnê "I'm your baby tonight world tour"; Sol sustenido 6(G#6) e Lá 6(A6) na performance da canção "I Wanna Dance With Somebody" no Brunei em 1996.
- Notas mais longas: 18s em "Greatest Love Of All" durante o show "Welcome Home Heroes" 1991; 17s em A Song For You do álbum "I Look to You".

## Legado
Durante a década de 1980, a MTV recebeu duras crítica por não reproduzir vídeos suficientes de artistas negros. Com Michael Jackson a quebrar a barreira da cor da pele para artistas negros do sexo masculino, Whitney fez o mesmo para artistas negros do sexo feminino. Ela se tornou um dos poucos artistas negros do sexo feminino a receber alta exibição na rede após o sucesso do vídeo de "How Will I Know".
Após a descoberta de Whitney, outros artistas afro-americanos do sexo feminino, como Janet Jackson e Anita Baker, foram bem-sucedidos na música popular. Baker comentou que por causa do que Whitney fez, houve uma aceitação maior ao seu trabalho e as estações de rádio, deixaram de ser tabu para cantoras negras. A Allmusic também notou sua contribuição para o sucesso de artistas negros no cenário pop, comentando que Whitney é capaz de lidar com baladas, pop dance e soul com a mesma destreza, tornando-se uma das primeiras artistas negras a encontrar o sucesso na MTV juntamente com Michael Jackson. O The New York Times afirmou que Whitney foi um ícone importante para o movimento da música negra e que reconheceu a continuidade do soul, pop, jazz e tradição vocal gospel. Richard Corliss da revista TIME comentou sobre o sucesso do seu primeiro álbum: "Seu primeiro álbum há dez faixas, das quais seis foram baladas. [...] Ela era um fenômeno à espera de acontecer. E porque cada nova estrela cria seu próprio gênero, seu sucesso ajudou outras mulheres negras". Mary J. Blige disse que Whitney a convidou para o palco durante o VH1 Divas Live em 1999 e isso abriu as portas para o seu trabalho em todo o mundo.
Segundo o The New York Times, Whitney revitalizou a tradição gospel. Ann Powers de o Los Angeles Times se refere à Whitney como um tesouro nacional. "Ela é o que muitos consideram ser uma cantora, e por isso influenciou inúmeros outros vocalistas, tanto feminino e masculino". Da mesma forma, Steve Huey da Allmusic escreveu que a forma da técnica prodigiosa de Whitney ainda influencia quase todas os cantores pop - homem ou mulher - e gerou uma legião de imitadores. Rolling Stone, em sua biografia, afirmou que Whitney redefiniu a imagem de um ícone soul feminino. A Essence Magazine classificou Whitney Houston como a quinta maior estrela de R&B de todos os tempos, chamando-lhe de "A Diva”.
Durante toda a sua carreira Whitney vendeu cerca de 220 milhões de álbuns, singles e vídeos em todo o mundo, tornando-se umas das artistas mais bem sucedidas da história da música mundial. A Recording Industry Association of America (RIAA) lista Whitney Houston como a quarta maior artista feminina em vendas nos Estados Unidos, com mais de 55 milhões de cópias.
Com a trilha sonora de "O Guarda-Costas" conseguiu manter-se no top do Hot 200 da Revista Billboard por 20 semanas consecutivas. O álbum vendeu cerca de 45 milhões de cópias em todo mundo e gerou ainda o grande sucesso I Will Always Love You, que permaneceu no topo do Hot 100 por 14 semanas consecutivas, algo que nunca havia ocorrido antes.

### Influência
Até os dias atuais - mesmo depois de sua morte - o estilo e a habilidade vocal de Whitney Houston têm um impacto significante na música popular e influência novos cantores em todo o mundo e por isso uma série de artistas reconheceram Whitney como uma influência. Mariah Carey, que foi muitas vezes comparada a Whitney, disse: Houston tem sido uma grande influência para mim. Mais tarde, em entrevista ao USA Today Mariah disse: "nenhum de nós teria o mesmo som se Aretha Franklin ou Whitney Houston nunca tivesse lançado um disco". Brandy afirmou: "O primeiro CD de Whitney Houston foi genial. Esse CD apresentou ao mundo sua voz angelical e poderosa. Sem Whitney metade dessa geração de cantores não seriam cantores", escolhendo o primeiro álbum de Whitney como inspiração. Jennifer Hudson a cita como sua maior influência musical. Ela disse ao Newsday que ela aprendeu com Whitney a "diferença entre ser capaz de cantar e saber cantar". Leona Lewis, que muitas vezes foi comparada a Whitney, também a cita como influência e afirmou que ela a idolatrava quando era menina. Durante o Celebrating Black Music em junho de 2006, Kelly Rowland declarou à Ebony que queria ser uma cantora depois de ver na TV Whitney Houston cantando Greatest Love of All. "Eu queria cantar como Whitney Houston naquele vestido vermelho" disse Rowland. Beyoncé Knowles disse ao Globe and Mail que Whitney a inspirou para chegar até lá e fazer o que ela faz. Alicia Keys, em entrevista sobre seu novo álbum de estúdio com a revista Billboard, também disse que Whitney era uma artista que a inspirou desde que ela era uma menina. Durante a entrevista Lady Gaga disse que Whitney Houston tem sido um de seus "ídolos vocais" por anos. Em entrevista à IBN Live Gaga revelou que, uma vez e outra, costumava ouvir a versão feita por Whitney para "The Star Spangled Banner". No Grammy Awards de 2011, Lady Gaga disse que ela escreveu a canção "Born This Way" pensando na voz da Whitney.
No lançamento do álbum Femme Fatale, Britney Spears declarou que Whitney foi uma das mulheres poderosas que a influenciou a lançar este álbum.
Celine Dion, Toni Braxton, Christina Aguilera, Kelly Clarkson, Britney Spears,Hilary Duff Ciara, P!nk, Robin Thicke, Jennifer Hudson, Amerie, Destiny's Child, Regine Velasquez, Lady Gaga, e Charice todas estas cantoras têm citado Whitney Houston como influência musical.

### Prêmios
Whitney Houston é a artista mais premiada de todos os tempos, de acordo com o Guinness World Records, com 2 Emmy Awards, 7 Grammy Awards, 16 Billboard Music Awards e 22 American Music Awards. Em toda sua carreira Whitney, já acumulou um total de 500 prêmios até 2013. Ela detém o recorde, juntamente com Michael Jackson, de oito American Music Awards vencidos numa única noite. Whitney também recebeu onze Billboard Music Awards em 1993. Um recorde até hoje. Ela também detém o recorde de mais WMAs vencidos em uma única edição, com cinco prêmios no 6th World Music Awards em 1994. Em maio de 2003, o VH1 listou as "50 Maiores Mulheres da Era do Vídeo" e Whitney ficou na 3ª posição atrás, apenas, de Madonna e Janet Jackson. Ela também foi classificada no número 116 na lista dos "200 Maiores Ícones da Cultura Pop de Todos os Tempos". Em 2008, a revista Billboard lançou uma lista com os Maiores Artistas de Todos os Tempos, para comemorar o cinquentenário da parada de singles Hot 100 dos EUA. Whitney ficou ocupando a nona posição na lista. Da mesma forma, ela é classificada como um dos 100 Maiores Artistas de Todos os Tempos pelo VH1 em setembro de 2010. Em novembro de 2010, a Billboard publicou uma lista com os 50 Maiores Artistas de R&B / Hip-Hop dos últimos 25 anos. Whitney entrou para a lista ocupando a 3ª posição com oito singles #1 na parada de R&B / Hip-Hop Songs e com cinco álbuns #1 na parada R&B / Hip-Hop Albums.
O álbum de estreia de Whitney foi listado como um dos 500 Maiores Álbuns de Todos os Tempos pela revista Rolling Stone e está na lista dos 200 álbuns definitivos no Rock and Roll Hall of Fame. Em 2004, a Billboard escolheu o sucesso de seu primeiro álbum nas paradas de sucesso para nomeá-lo como um dos 110 marcos musicais de sua história.
Em 1997, a Escola Franklin em East Orange, Nova Jersey foi renomeada para The Whitney E. Houston Academy School of Creative and Performing Arts (Academia Escola de Artes e Ciências). Em 2001, Whitney foi a primeira a receber o prêmio especial BET Lifetime Achievement Award. Em 2007, o USA Today afirmou que a estreia de Whitney na indústria da música é considerada um dos vinte e cinco marcos musicais dos últimos 25 anos.
Whitney Houston também é uma das artistas mais bem sucedidas da história da música tendo vendido mais de 200 milhões de cópias em todo o mundo. É a quarta artista feminina que mais vendeu na Estados Unidos de acordo com Recording Industry Association of America (RIAA), com 55 milhões de álbuns certificados só nos EUA.
Whitney Houston, possuía ainda, um Doutorado Honorário em Humanidades pela Grambling State University, Louisiana.

## Filantropia
Paralelamente à sua carreira, Whitney também desenvolveu um trabalho assistencial junto à instituição filantrópica que criou em 1989, a Fundação Whitney Houston for Children, instituição sem fins lucrativos, voltada às crianças carentes e vítimas de AIDS e câncer. A fundação também levanta fundos para crianças carentes em todo o mundo e costuma promover shows de caridade. Só um show televisado pela HBO em 1997, o Classic Whitney, que gerou 300 mil dólares para projetos assistenciais. Houston também apoia fundos de educação universitária para negros e ONGs de assistência às crianças diabéticas e aidéticas. Whitney dedicou tempo e dinheiro as causas sociais desde que trabalhava como modelo. Naquela época, ela se recusou a trabalhar para agências que faziam negócios com a África do Sul, devido ao regime do apartheid.
Em 1991 gravou uma versão do hino nacional norte-americano “The Star Spangled Banner”, que se tornou um hit e vendeu 1 milhão de cópias. Whitney doou o dinheiro das vendas para a cruz vermelha. Em 2001, devido aos ataques terroristas do 11 de setembro o single “The Star Spangled Banner” foi relançado e se tornou top de vendas nas paradas dos EUA em outubro do mesmo ano, arrecadando mais de 1 milhão de dólares. O dinheiro arrecadado foi doado para fundos de apoio aos bombeiros e a polícia de Nova York.
Em fevereiro de 2004, Whitney doou um milhão de rublos para o Russian Aid Fund (Fundo de Apoio Russo) para ajudar as vítimas de um ataque terrorista no metrô de Moscou. Os fundos foram criados por suas performances em Moscou naquele ano.
Em 8 de maio de 2008 Whitney participou no evento beneficente Caudwell Children’s Legend Ball, em Londres para levantar fundos para a instituição. O fundador da instituição, John Caudwell, em entrevista a revista Marie Claire disse: "Estamos entusiasmados em ter uma artista do calibre da Whitney em nosso evento".
Whitney participou de um projeto, juntamente com sua cunhada, no desenvolvimento de uma linha de velas perfumadas. Parte do dinheiro das vendas foi revertida para o Teen Summit, através da The Patricia Houston Foundation, que desenvolve um programa que tem o objetivo de reconstruir e recuperar a vida de jovens e adultos.
Whitney Houston foi homenageada por seu trabalho filantrópico em 1995 pelo VH1 Honors. Em 1997, recebeu o “The First Annual Triumphant SPIRIT Awards” da Essence Magazine e em 1998 o Trumpet Awards, todos em reconhecimento ao seu trabalho humanitário.
No decorrer de sua carreira Whitney Houston apoiou diversas causas humanitárias:
- Caudwell Children;
- Celebrity Fight Night Foundation;
- Children's Defense Fund;
- Muhammad Ali Parkinson Center;
- Cruz Vermelha;
- United Negro College Fund;
- United Service Organization.

## Discografia

### Álbuns em estúdio
- 1985: Whitney Houston
- 1987: Whitney
- 1990: I'm Your Baby Tonight
- 1998: My Love Is Your Love
- 2002: Just Whitney
- 2003: One Wish: The Holiday Album
- 2009: I Look To You

### Coletâneas
- 2000: Whitney: The Greatest Hits
- 2001: Love, Whitney
- 2007: Whitney Houston: The Best So Far (UK: The Ultimate Collection)
- 2012: I Will Always Love You: The Best of Whitney Houston
- 2017: I Wish You Love: More From The Bodyguard

### Trilhas sonoras
- 1992: The Bodyguard
- 1995: Waiting to Exhale
- 1996: The Preacher's Wife
- 2012: Sparkle

### Compactos na primeira posição nos Estados Unidos
- 1985 - "Saving All My Love For You"
- 1985 - "How Will I Know"
- 1986 - "Greatest Love of All"
- 1987 - "I Wanna Dance with Somebody"
- 1987 - "Didn't We Almost Have it All"
- 1987 - "So Emotional"
- 1988 - "Where do Broken Hearts Go"
- 1990 - "I'm Your Baby Tonight"
- 1990 - "All The Man That I Need"
- 1992 - "I Will Always Love You"
- 1995 - "Exhale (Shoop Shoop)"

## Turnês

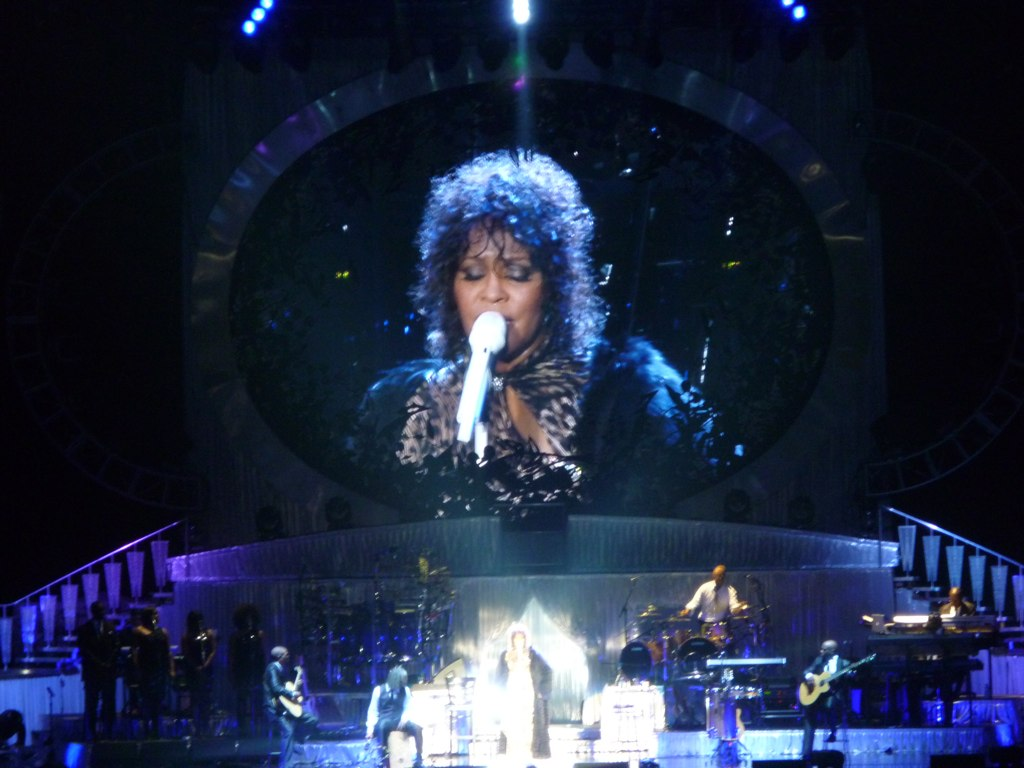
Whitney Houston em Milão, durante a Nothin' But Love World Tour

Para promover seu álbum de estreia, Whitney Houston iniciou em 26 de julho de 1986 a sua primeira turnê mundial a The Greatest Love Tour, que visitou a América do Norte, Europa, Japão e Austrália.
Sua segunda turnê mundial foi a The Moment of Truth World Tour, que iniciou na América do Norte em 4 de julho em Tampa, Flórida, onde Whitney cantou para mais de 70 000 pessoas e continuou em 1988 na Europa, Japão, Hong Kong e Austrália. Especialmente na Europa, Whitney visitou 12 países, se apresentando para mais de meio milhão de fãs, incluindo nove noites consecutivas na Wembley Arena, em Londres. A turnê foi uma das dez mais rentáveis turnês do ano e apenas a etapa norte-americana arrecadou mais de 24 milhões de dólares, o suficiente para fazer dela a segunda artista que mais ganhou dinheiro no ano segundo a Revista Forbes. Sua turnê seguinte foi a regional Feels So Right Japan Tour em 1990, com quatorze shows e a mundial I’m Your Baby World Tour em 1991, que visitou a América do Norte, Europa e Japão, com uma série de mais de 100 shows. A turnê iniciou nos Estados Unidos com o show Welcome Home Heroes with Whitney Houston em 31 de março, em Norfolk, Virginia. O especial foi ao ar na HBO, dedicado às tropas que lutaram na Guerra do Golfo.
Com o enorme sucesso do filme O Guarda-Costas e sua trilha sonora, Whitney embarcou na turnê mundial The Bodyguard World Tour, que foi muito mais ampla que as anteriores e durou os anos de 1993 e 1994, com uma série de mais de 120 shows em todo o mundo. A turnê começou 5 de julho em Miami, Florida e visitou, além da América do Norte, Europa, Japão, América do Sul, incluindo o Brasil, e África do Sul. A turnê foi um enorme sucesso e arrecadou mais de 119 milhões de dólares, tornando-se uma das mais lucrativas da história. Whitney fez cinco noites consecutivas de shows na famosa casa de espetáculos Radio City Music Hall, em Nova Iorque e em seguida, seis noites no Hotel Sands & Casino em Atlantic City.
Em 1997 Whitney embarcou na turnê regional Pacific Rim Tour, e fez sua primeira visita à Tailândia e a Taiwan.
Após o sucesso do álbum My Love Is Your Love, Whitney embarcou numa nova turnê mundial em 1999 para promover seu novo trabalho. A My Love is Your Love World Tour foi a maior bilheteria do ano na Europa e assistida por quase meio milhão de pessoas.
Em 2004 Whitney iniciou a Soul Divas Tour, juntamente com Dionne Warwick e Natalie Cole. A turnê teve início 7 de julho em Hamburgo, Alemanha e visitou a Rússia, os Emirados Árabes Unidos, a Tailândia e a República Popular da China, com shows esgotados.
Em 2010 Whitney embarcou na sua última turnê para promover o álbum I Look to You. A Nothing But Love World Tour, foi a primeira turnê mundial de Whitney em mais de 10 anos e visitou a Europa, Ásia e Austrália. Arrecadou mais de 36 milhões de dólares com uma série de 50 shows.

### Turnês mundiais
- 2010 — Nothin' But Love World Tour
- 1999 — My Love is Your Love World Tour
- 1993 — The Bodyguard World Tour
- 1991 — I’m Your Baby Tonight World Tour
- 1988 — The Moment of Truth World Tour
- 1986 — The Greatest Love World Tour

### Turnês regionais
- 2004 — Soul Divas
- 1998 — The European Tour
- 1997 — The Pacific Rim Tour
- 1989 — Tour com Bebe & Cece Winans

### Concertos notáveis
- 2010 — Nothin' But Love World Tour: Live From Nottingham
- 2008 — Live From London: Caudwell Children’s Legend Ball
- 1999 — Divas Live
- 1997 — Classic Whitney Live from Washington, D.C.
- 1996 — The Royal Wedding Celebration: Live in Brunei
- 1994 — The Concert for a New South Africa
- 1991 — Welcome Home Heroes with Whitney Houston
- 1988 — Nelson Mandela 70th Birthday Tribute

### No Brasil
Em janeiro de 1994 Whitney Houston esteve no Brasil, durante a The Bodyguard World Tour, fazendo dois shows em São Paulo, um no estádio do Morumbi em 16 de janeiro e outro na casa de shows Olympia, no dia 18 de janeiro. Em 23 de janeiro participou do evento Hollywood Rock no Rio de Janeiro, onde cantou grandes hits como: "Saving All My Love For You", "I Wanna Dance With Somebody", "Love Will Save The Day", "How Will I Know", "I Have Nothing", "I’m Every Woman" e "I Will Always Love You" levando uma multidão de fãs ao delírio.

### Em Portugal
Whitney Houston deu um único concerto em Portugal, a 5 de julho de 1998 no Estádio de Alvalade, tendo o espetáculo ficado marcado na memória dos portugueses, pela cantora ter dito durante o concerto, «Olá, Espanha!».

## Filmografia
- 2012 — Sparkle
- 2004 — Nora's Hair Salon (Participação especial)
- 2003 — Boston Public (Participação especial)
- 1997 — Cinderella (Musical de TV)
- 1996 — The Preacher's Wife (Um Anjo em Minha Vida)
- 1995 — Waiting to Exhale (Falando de Amor)
- 1992 — The Bodyguard (O Guarda-Costas)

Em 2001 Whitney Houston produziu o filme The Princess Diaries (O Diário da Princesa) e a continuação The Princess Diaries 2: Royal Engagement em 2004. Whitney também produziu em 2003 o Filme The Cheetah Girls (Disney Channel Original Movie), um musical baseado nos livros de Deborah Gregory. O filme, estrelado por Raven-Symoné, conta a história de 4 garotas que sonham ser superstars e criam o grupo Cheetah Girls. As Cheetah's estão ensaiando para o concurso de talentos da escola, quando são descobertas pelo famoso produtor musical Jackal Johnson.
Em 2006, Whitney também produziu a continuação do filme, The Cheetah Girls 2, que mostrava uma agitada viagem das quatro cantoras à Espanha.